# Castello di Klášterec nad Ohří
Il castello di Klášterec nad Ohří (in ceco Zámek Klášterec nad Ohří) si trova nell'omonimo comune del Distretto di Chomutov nella Regione di Ústí nad Labem, Repubblica Ceca. Il complesso neogotico del castello è stato dichiarato monumento culturale nazionale ed è stato edificato nel XVI secolo. Nelle sue sale si trova il più grande museo di porcellane della Repubblica Ceca.

## Storia

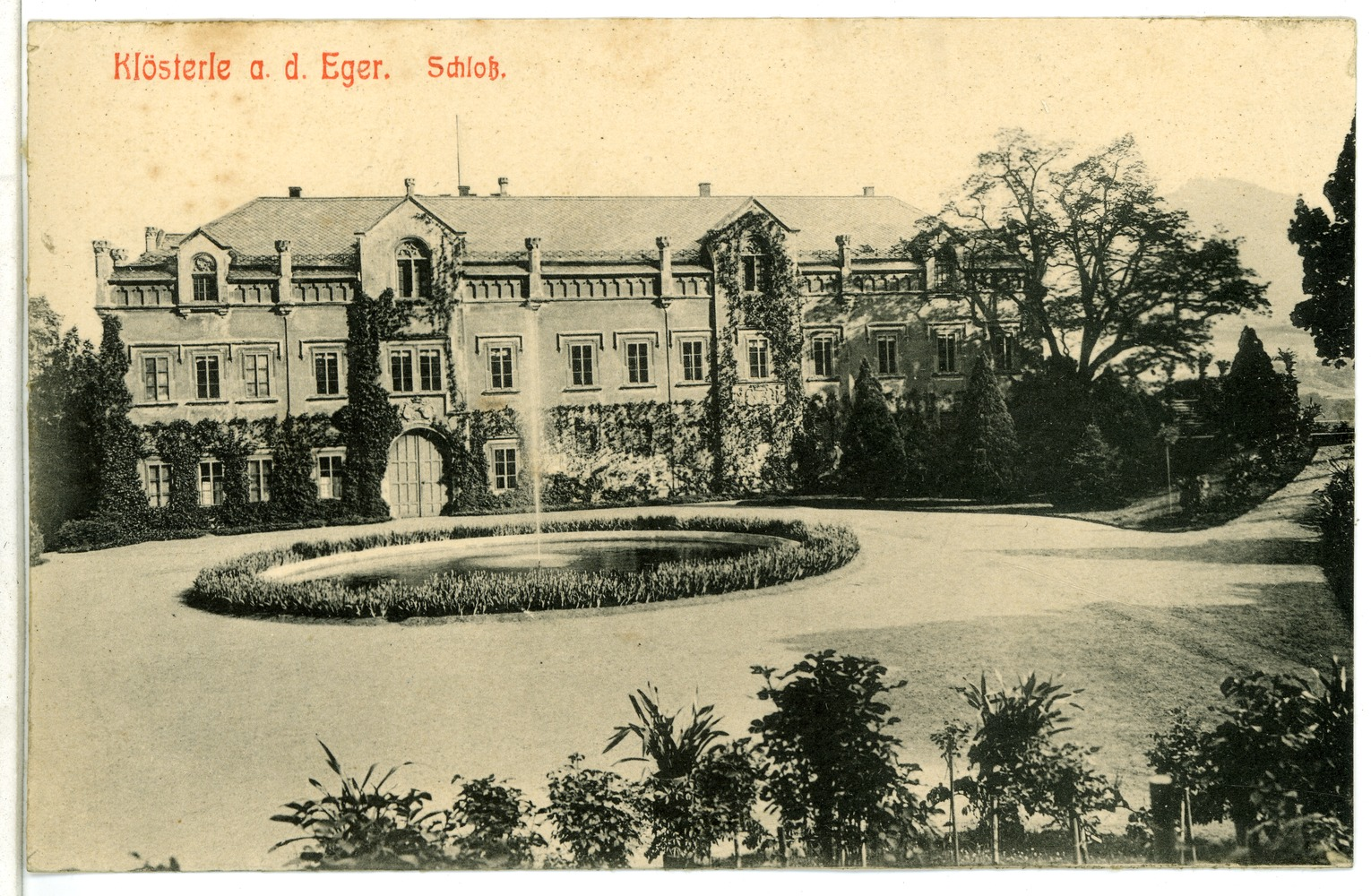
Il castello in una cartolina del 1908

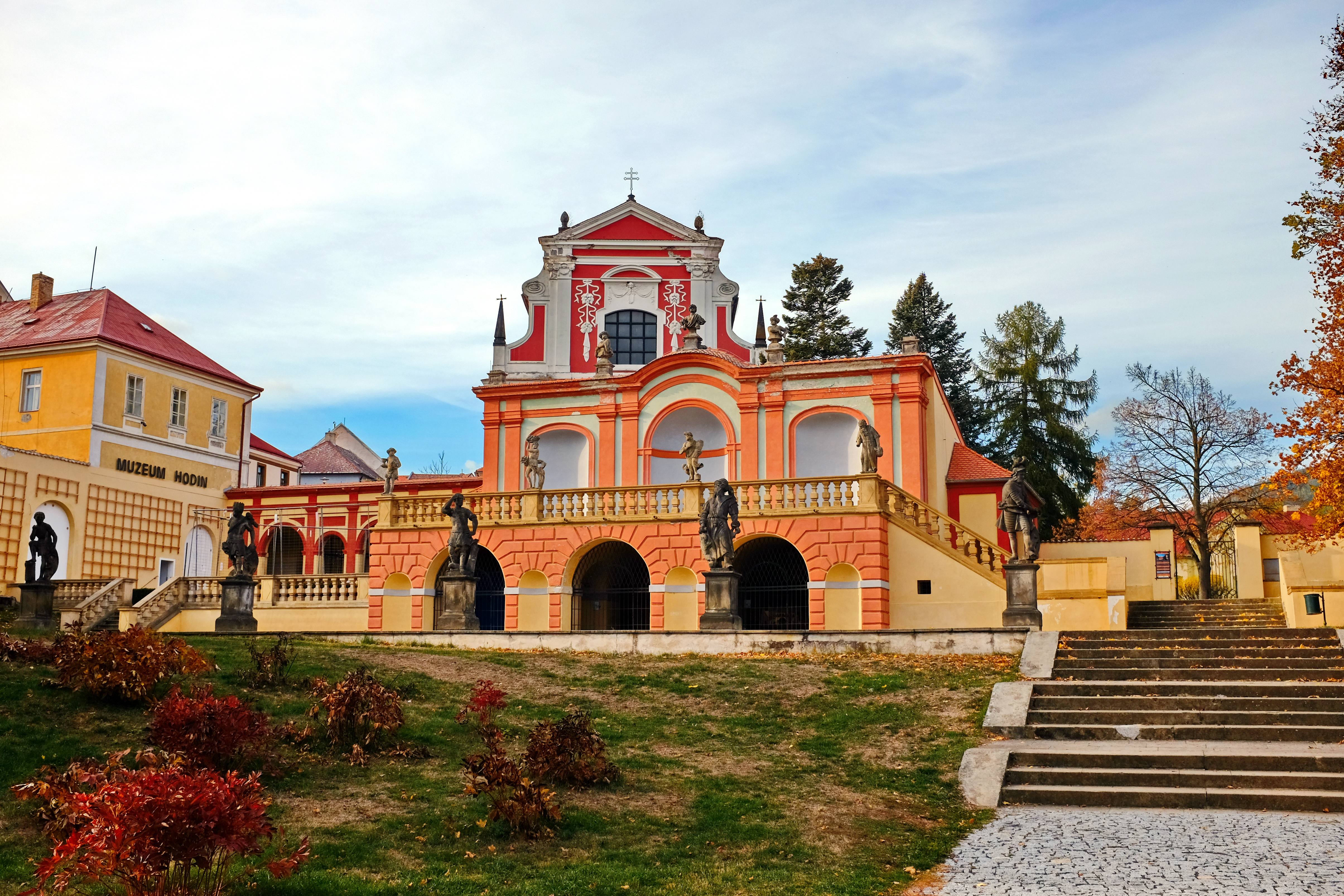
Gloriette, o Sala Terrena, nel parco del castello

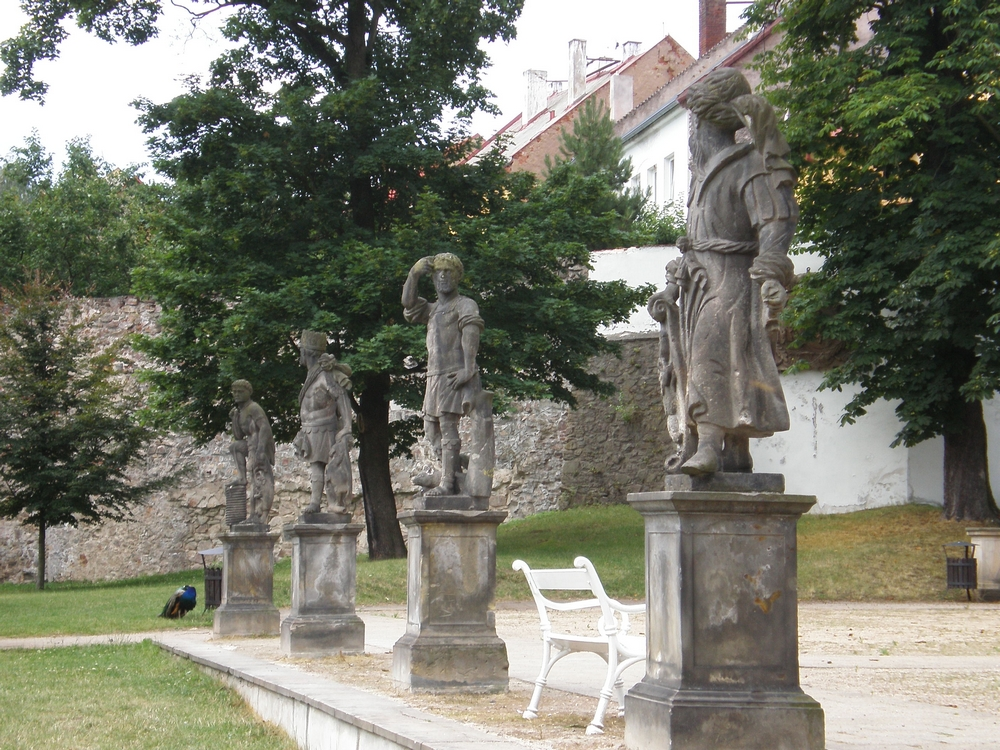
Gruppo di statue nel parco

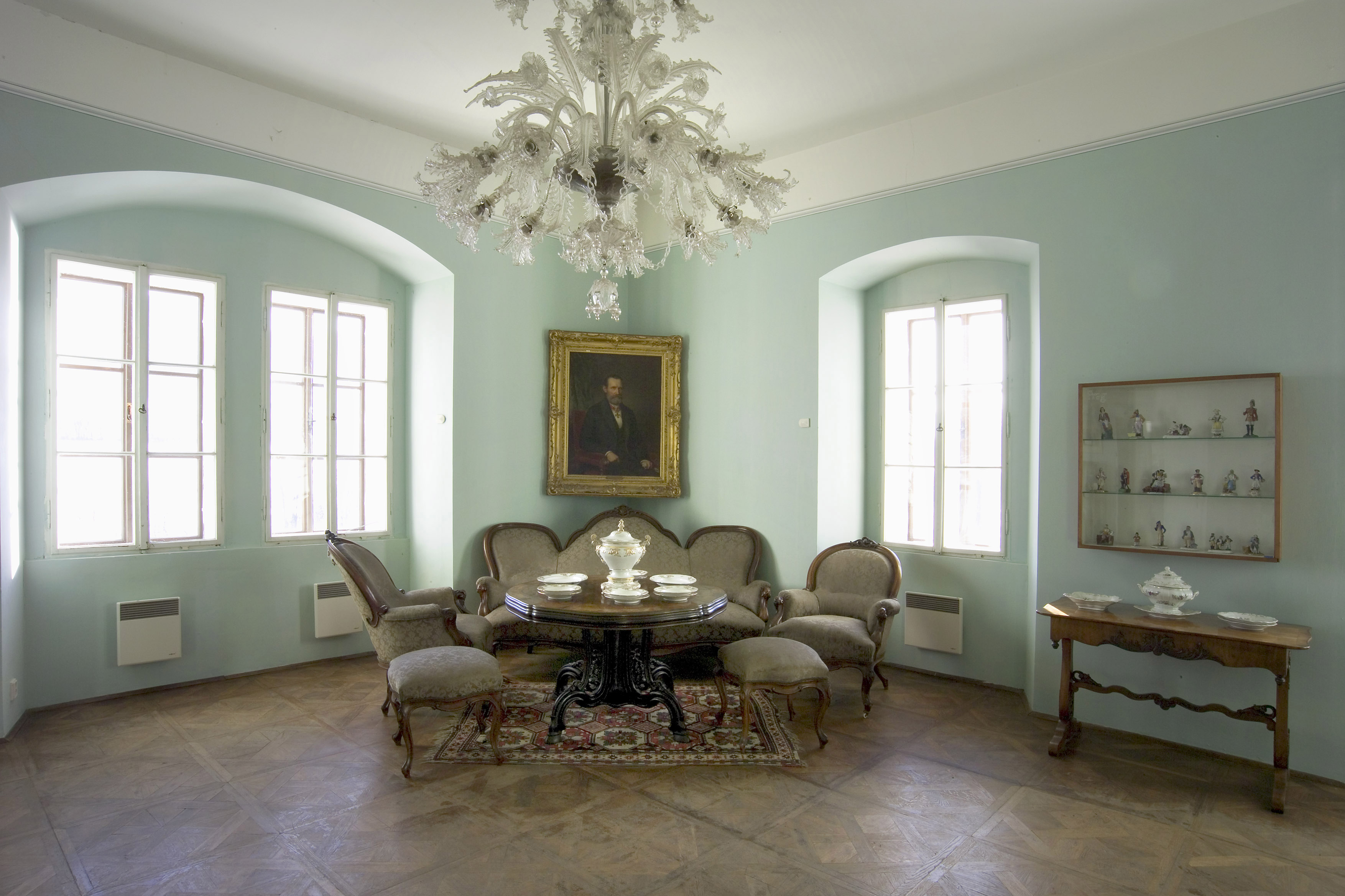
Una delle sale interne

Il primo castello in origine fu un edificio in stile rinascimentale edificato a partire dal 1514 per volontà di Volf Dětřich Fictum. All'inizio del XVII secolo i signori di Fictum ricostruirono la prima struttura facendola diventare una residenza di rappresenza con quattro ali. Fu la famiglia Thun-Hohenstein, quando ne venne in possesso, a conferire alla loro nuova proprietà lo stile barocco. Durante la guerra dei trent'anni il castello fu occupato e dato alle fiamme due volte dagli svedesi. Nel 1653 i Thun-Hohenstein iniziarono la sua ricostruzione affidata a partire dal 1666 al costruttore italiano Rossi Da Luca e all'architetto Carlo Lurago. Intorno al castello fu allestito un giardino barocco e una residenza estiva a un piano con terrazza e corridoio ad arcate e decorata con sculture di Jan Brokoff. Il castello fu oggetto di un'altra ricostruzione nel 1784, quando il costruttore August Grueber effettuò modifiche tardo barocche agli interni. Nel 1817 fu aggiunta una terrazza all'ala sud. Le ultime modifiche strutturali di rilievo al castello risalgono al 1858 e si devono al progetto di Václav Hagenauer. Dopo il 1945 il castello fu espropriato e divenne proprietà dello Stato e negli anni dal 1950 al 1952 furono restaurati gli interni rinascimentali. Da quegli anni nel castello fu allestita un'esposizione permanente di porcellane provenienti dalle collezioni del Museo delle arti applicate di Praga, che mostra la storia della porcellana boema e straniera. Nell'ultimo decennio del XX secolo la città di Klášterec nad Ohří ne dispose il restauro e continua il suo utilizzo come sede espositiva.

## Descrizione
Il castello si trova sulla riva sinistra del fiume Ohře a Klášterec nad Ohří, comune della Regione di Ústí nad Labem, Repubblica Ceca. Il grande palazzo si sviluppa su due piani con quattro ali che racchiudono un cortile con una torre. Comprende un grande parco all'inglese con 220 specie di alberi provenienti da tutto il mondo e nel parco si trova la scenografica Gloriette, o Sala Terrena. Nel castello è allestita permanentemente la mostra delle porcellane della Repubblica Ceca.

### Monumento culturale della Repubblica Ceca
La tutela dei monumenti della Repubblica Ceca considera il grande complesso del castello di Klášterec nad Ohří un monumento culturale tutelato col numero di catalogo 1000154283.